# Apidej Sit Hrun
Apidej Sit Hrun, nascido Yaenprateep Narong (Samut Songkhram, Tailândia, 1 de setembro de 1941 - 4 de abril de 2013), foi um famoso lutador de Muay Thai. Conhecido pela sua potência e eficácia em golpes de pernas, Apidej chegou até a quebrar os dois braços de Sompong Charoenmuang num combate que se consagrou vencedor pela desistência do seu oponente. É considerado o lutador com maior potência de pernas da história do muay thai. Conquistou sete títulos de muay thai e boxe na década de 1960. Posteriormente viria a ser aclamado herói nacional e uma referência enquanto lutador de muay thai do século XX pelo rei e chefe de estado da Tailândia, Bhumibol Adulyadej. Após a sua aposentadoria das competições, Apijed tormou-se instrutor na conhecida escola Fairtex, situada fora de Bangkok. Treinou ao lado de modernos campeões, como são exemplo Yodsanklai e Kaew.